# Suor de estresse
O suor de estresse é uma reação imediata do corpo a um estímulo emocional como a ansiedade, alegria ou a antecipação do medo, por exemplo. Pode ocorrer em todo o corpo, mas se manifesta principalmente no rosto, mãos, pés e axilas. As características mais marcantes do suor induzido pelo estresse são que ele acontece mais rápido (“suor súbito”) do que o suor térmico (= suor responsável por regular a nossa temperatura corporal) e possui um odor mais forte. Diferente do suor termorregulador, o suor emocional pode acontecer independentemente da temperatura do ambiente, como em situações estressantes no escritório, um encontro romântico, etc.
O suor induzido pelo estresse é conhecido como “suor frio”. A liberação dos hormônios do estresse, a adrenalina e a noradrenalina, contrai os vasos sanguíneos da pele em favor do fornecimento sanguíneo para os músculos. A redução do fluxo sanguíneo para a pele leva a uma queda de sua temperatura, e é ainda mais resfriada pela evaporação do suor.
Este processo é o oposto do suor termorregulador, onde a corrente sanguínea da pele aumenta a partir do suor térmico durante a prática de exercícios para alcançar a máxima perda de calor.
Antitranspirantes ajudam a proteger contra a transpiração excessiva a partir da limitação da quantidade de secreções das glândulas sudoríparas.  Alguns antitranspirantes foram especificamente testados contra o suor induzido pelo estresse a partir da comparação de axilas tratadas vs. axilas não tratadas em situações estressantes.

## Suor de estresse nos pés e nas mãos
Como o suor termorregulador, o suor emocional na face, nas mãos e pés envolvem as glândulas sudoríparas écrinas. O suor emocional nas mãos e pés desenvolveu uma resposta quase que de “luta ou fuga” em vários mamíferos e já ocorre naturalmente nos bebês.
O suor nas mãos e nos pés aumenta o atrito e assim previne o deslizamento enquanto você corre para escapar de situações estressantes. Pesquisas científicas indicam que a transpiração nas mãos e nos pés é principalmente induzida por estímulos emocionais e não pela alta temperatura do ambiente.

## Suor de estresse nas axilas
O suor emocional na região das axilas envolve tanto as glândulas sudoríparas écrinas quanto as apócrinas. As glândulas sudoríparas apócrinas podem ser encontradas nas axilas, nas regiões genitais e mamárias próximas aos folículos capilares e têm um papel essencial no suor emocional das axilas.
As glândulas apócrinas produzem um fluido contendo proteínas, lipídios e substâncias que podem ser metabolizadas pelas bactérias da pele, dando origem a moléculas voláteis que produzem o típico odor do suor.
O odor das glândulas apócrinas pode desempenhar um papel não-verbal de comunicação olfativa (baseada no cheiro). A água adicional expelida pelas glândulas écrinas nas axilas ajuda a distribuir as moléculas de odor na pele e nas fibras capilares, que servem para aumentar a área de superfície para a máxima liberação dos sinais olfativos.
As glândulas sudoríparas écrinas e apócrinas das axilas respondem vigorosamente aos estímulos emocionais e podem ser ativadas pelo sistema nervoso autônomo e pelos hormônios do estresse na corrente sanguínea (adrenalina). Os estímulos nervosos alcançam as glândulas em segundos, como por exemplo, em situações estressantes. Depois de estímulos emocionais as glândulas da axila respondem rapidamente com alto volume de suor inicial (até 70 mg/min por axila), superando a quantidade gerada durante o suor térmico.

## Medidas contra o suor de estresse
Como descrito acima, existem dois sinais principais do suor de estresse:
1. Umidade na face, mãos, pés e nas axilas;
2. Mau odor na área das axila.

A transpiração excessiva nas axilas pode ser prevenida com o uso de antitranspirantes que reduzem a quantidade de secreção nas glândulas sudoríparas. A maioria dos antitranspirantes do mercado contém sais de alumínio, como o cloridrato de alumínio e seus derivados. O tipo dos sais de alumínio, sua concentração, valor de ph e composição da sua fórmula base influenciam muito na eficácia da redução do suor.
Antitranspirantes eficazes também reduzem o mau odor das axilas pelas seguintes razões:
1. A umidade é necessária para a proliferação de bactérias, e assim, menos umidade resulta em uma quantidade menor de bactérias na região das axilas.
2. Sais de alumínio e baixos níveis de ph (ph baixo) reduzem a proliferação de bactérias e, assim, a produção de resíduos do mau odor.
3. A umidade aumenta a liberação de moléculas de odor da pele - menor umidade resulta em melhor odor.

Além disso, pesquisas científicas mostraram que antitranspirantes especificamente criados com fórmulas base de sais de alumínio podem reduzir eficazmente a umidade das axilas e o mau odor em situações de estresse. Produtos desodorantes apenas inibem o mau odor, mas não agem na redução da umidade axilar. Isso reduz o mau odor das axilas, mas não afeta a umidade na região.

### Testando produtos contra o suor de estresse
Segundo Cox e MacKay, o estresse é “um fenômeno perceptivo que surge de uma comparação entre a demanda de uma pessoa e a sua capacidade de lidar com ela. O desequilíbrio leva ao estresse e à resposta ao estresse.”
Para testarmos as reações agudas do estresse é necessário colocar uma pessoa em situações caracterizadas pela novidade, incerteza e falta de controle que provoca os sentimentos tensão e pressão.
O Trier Social Stress Test (TSST) é atualmente o melhor padrão para testar as reações de estresse agudo em laboratório. Ele coloca a pessoa em uma entrevista de emprego fictícia envolvendo um discurso sem anotações e aritmética mental. A frequência cardíaca da pessoa é gravada durante toda a entrevista e os níveis do hormônio do estresse são analisados antes e depois para medir o nível de estresse induzido. Além disso, questionários psicológicos são realizados para avaliar o nível de estresse auto-percebido.
Este procedimento mede a quantidade de suor produzida nas axilas, assim como a intensidade do mau odor que é liberado. Ao comparar axilas tratadas com produtos e axilas não tratadas, a eficácia de um desodorante ou antitranspirante em situações de estresse pode ser avaliada.